# 朱兆良
朱兆良（1932年8月21日—2022年1月30日），出生于山东青岛，原籍浙江奉化，中国土壤学家、中国科学院南京土壤研究所研究员，中国科学院院士。

## 生平
朱兆良1932年出生于青岛，原籍浙江奉化。1953年，毕业于山东大学化学系。1993年当选为中国科学院院士。
朱兆良曾先后担任农工民主党中央副主席、江苏省八届政协副主席、农工民主党江苏省委主委等职务。

## 著作
- 《中国土壤氮素》（ISBN 7534512921）
- 《我国土壤氮素研究工作的现状与展望》（统一书号 13031-328；NLC 000394942）
- 《中国农业持续发展中的肥料问题》（ISBN 7-5390-1337-0）